# Everything to Everyone (EP)
Everything to Everyone es la obra extendida debut de la actriz y cantante estadounidense Reneé Rapp. Fue lanzado el 11 de noviembre de 2022 a través de Interscope Records. El EP fue precedido por dos sencillos, "In the Kitchen" y "Don't Tell My Mom", y el tercer sencillo, "Too Well", se lanzó junto con el EP.
La versión de lujo del EP se lanzó el 24 de febrero de 2023 e incluye una versión ampliada de la canción principal y una nueva canción: "Bruises".

## Antecedentes y desarrollo
Después de sus papeles en el musical de Broadway Mean Girls y la serie de comedia de HBO Max La vida sexual de las universitarias, Rapp firmó un contrato de grabación con Interscope Records en junio de 2022. Al mismo tiempo, Rapp lanzó su sencillo debut titulado "Tattoos" del que había sido presentado en su cuenta de TikTok varios meses antes. En una entrevista con NPR, Rapp reveló que su búsqueda de un contrato con un sello discográfico comenzó a la edad de dieciséis años, pero enfrentó el rechazo, y señaló además que la tracción de los videos de TikTok "terminó haciendo que firmara".
En diciembre de 2022, Rapp fue nombrado MTV Push Artist del mes. En una entrevista realizada como parte del largometraje, reveló que la producción del EP fue una "forma curativa de autorreflexión". "El EP fue lo más loco porque aprendí todo sobre mí misma", añadió. Ella le reveló a Glamour que las pistas simbolizaban su viaje de "descubrir la vida por sí misma".
Rapp había comenzado a escribir y grabar para la obra extendida en enero de 2022.

## Composición
Durante una entrevista con NME, Rapp calificó el EP como "pop sencillo con letras sobre todas las cosas de mierda que han sucedido". Cuando Alternative Press le preguntó sobre la dirección musical del EP, Rapp respondió que tenía la intención de crear una mezcla entre la escritura de música pop "intrincada" y el R&B contemporáneo. Añadió que estaba "increíblemente influenciada por el R&B" y "se inclinaba más hacia la producción no pop".
En términos de su contenido lírico, Everything to Everyone aborda temas que abarcan problemas de salud mental, su identidad queer, así como experiencias de amor y angustia emocional.

## Promoción
Unos días después del lanzamiento del EP, Rapp anunció que se embarcaría en su primera gira de conciertos como cabeza de cartel, visitando cuatro ciudades de los Estados Unidos.

## Lista de canciones
| Everything to Everyone |                                  |                                               |          |  |
| N.º                    | Título                           | Productor(es)                                 | Duración |  |
| 1.                     | «Everything to Everyone» (Intro) | Cirkut                                        | 1:08     |  |
| 2.                     | «In the Kitchen»                 | The Monsters & Strangerz, Hill, Brown, German | 3:47     |  |
| 3.                     | «Colorado»                       | Blair                                         | 2:52     |  |
| 4.                     | «Don't Tell My Mom»              | Cirkut, C. McDonough                          | 3:09     |  |
| 5.                     | «What Can I Do»                  | Slatkin, C. McDonough                         | 2:47     |  |
| 6.                     | «Too Well»                       | Slatkin, Fedi                                 | 2:36     |  |
| 7.                     | «Moon»                           | Cirkut, C. McDonough                          | 2:59     |  |

| Versión deluxe - bonus tracks |                                             |                      |          |  |
| N.º                           | Título                                      | Productor(es)        | Duración |  |
| 8.                            | «Bruises»                                   | Alexander 23         | 2:41     |  |
| 9.                            | «Everything to Everyone» (Extended Version) | Cirkut, Alexander 23 | 2:44     |  |

## Posicionamiento en listas
| Listas (2023)                              | Mejor posición |
| ------------------------------------------ | -------------- |
| Estados Unidos Top Album Sales (Billboard) | 47             |